# Gisla (Äbtissin)
Gisla war eine Äbtissin im Kloster Liesborn.

## Leben und Quellenlage
Über die Äbtissin aus Liesborn ist nicht sonderlich viel bekannt. Gisla dürfte um das Jahr 1000 in Liesborn gelebt haben. Ihre Memorie fällt auf den 15. Mai. Ihr Name kommt zwischen dem 10. und dem 12. Jahrhundert vermehrt vor.